# Jefferson Smurfit
Jefferson Smurfit was een Iers papierconcern, dat gevestigd was te Dublin.
Het bedrijf begon in 1934 als een kleine fabriek voor kartonnen dozen, en het begon zijn expansie op de Ierse markt pas in de jaren 60 van de 20e eeuw. Daarna breidde het bedrijf zich uit naar het Verenigd Koninkrijk, de Verenigde Staten, Europa en Latijns-Amerika.
In 1986 nam Jefferson Smurfit de Container Corporation of America over. Verdere overnames volgden, waarmee het concern de grootste Ierse papierindustrie werd.
In 1998 fuseerde Smurfit met Stone Container Corporation tot Smurfit-Stone Container, waarmee het de grootste kartonverpakkingsindustrie in USA werd. Het Amerikaanse deel werd verzelfstandigd in 2000 en na een faillissement overgenomen door de kartonverpakkingsgroep Rocktenn.
Het concern werd in 2002 overgenomen door de institutionele belegger Madison Dearborn Partners.
Ten slotte fuseerde Jefferson Smurfit in 2005 met het Nederlandse concern Kappa Packaging tot Smurfit Kappa.